# Ramgarh Panjoopur
Ramgarh Panjoopur es una ciudad censal situada en el distrito de Aligarh en el estada de Uttar Pradesh (India). Su población es de 18897 habitantes (2011). 

## Demografía
Según el censo de 2011 la población de Ramgarh Panjoopur era de 18897 habitantes, de los cuales 9971 eran hombres y 8926 eran mujeres. Ramgarh Panjoopur tiene una tasa media de alfabetización del 54,53%, inferior a la media estatal del 67,68%: la alfabetización masculina es del 64,98%, y la alfabetización femenina del 42,80%.